# Халпахчі Андрій Якович
Андрі́й Я́кович Халпахчі́ (нар. 4 березня 1950) — знавець кіно, голова Української кінофундації. Основний керівник (генеральний директор) Київського міжнародного кінофестивалю «Молодість» (з 1992 р.).

## Життєпис
Закінчив Автодорожний інститут (1972 р.), аспірантуру Київського інженерно-будівельного інституту (1977 р.). Кандидат технічних наук, працював у цьому інституті доцентом.
Від 1992 року очолює київський Міжнародний кінофестиваль «Молодість».
У 1996 р. відкрив кіноклуб «Діалог», де шанувальники кіно знайомилися з творами провідних майстрів вітчизняної і світової кінематографії.
Входив до списку ТОП 100 — 2004 «Найвпливовіші люди України» (журнал «КореспонденТ»)
Член наглядової ради Міжнародного благодійного фонду «Україна 3000».
Від 28 липня 2023 року в складі комітету з Національної премії України імені Тараса Шевченка.

## Нагороди
У 2009 році за значний особистий внесок у розвиток українського кіномистецтва, вагомі творчі здобутки, багаторічну сумлінну працю Андрій Халпахчі нагороджений орденом «За заслуги» III.
24 жовтня 2015 на урочистій церемонії відкриття 45-го Київського міжнародного кінофестивалю «Молодість» посол Франції в Україні Ізабель Дюмон вручила Андрію Халпахчі французький орден Кавалера мистецтв та літератури.